# Mercurey
Mercurey ist eine französische Gemeinde mit 1217 Einwohnern (Stand 1. Januar 2022) im Département Saône-et-Loire in der Region Bourgogne-Franche-Comté. Die Bewohner werden Mercuréens und Mercuréennes genannt.

## Geografie
Mercurey liegt etwa 11,5 Kilometer nordwestlich von Chalon-sur-Saône in einem Weinanbaugebiet, das bekannt ist für die hier produzierten Weiß- und Rotweine mit der geschützten Herkunftsbezeichnung AOC. Das Ortszentrum liegt auf etwa 237 m Höhe am Rande einer Hügelkette mit Höhen über 300 m. Der Giroux, ein im Sommer trockenfallender Fluss, der hier in einem Teich gestaut wird, durchquert das Gemeindegebiet von Nordwest nach Südost, bevor er bei Mellecey in die Orbise mündet.
Umgeben wird Mercurey von den sieben Nachbargemeinden:
| Aluze              | Rully                                       | Fontaines |
| Charrecey          | Kompassrose, die auf Nachbargemeinden zeigt |           |
| Saint-Mard-de-Vaux | Saint-Martin-sous-Montaigu                  | Mellecey  |

## Geschichte
Besiedelt war das Gebiet von Mercurey schon in prähistorischer Zeit. Der Ortsname – vom römischen Gott Mercurius abgeleitet – lässt auf eine römische Besiedlung schließen; in der Nähe verlief die Via Agrippa. Die heutige Gemeinde entstand aus einer Fusion der ehemaligen Gemeinde Bourgneuf-Val-d’Or mit der Gemeinde Mercurey im Jahre 1971.
| Jahr      | 1962  | 1968  | 1975  | 1982  | 1990  | 1999  | 2006  | 2020  |
| --------- | ----- | ----- | ----- | ----- | ----- | ----- | ----- | ----- |
| Einwohner | 1.298 | 1.397 | 1.414 | 1.328 | 1.276 | 1.269 | 1.310 | 1.231 |

## Weinbau
Die Appellation Mercurey umfasst rund 100 Hektar Rebfläche im Bereich Côte Chalonnaise. Zugelassen sind die Gemeinden Bourgneuf-Val-d´Or, Mercurey und Saint-Martin-sous-Montaigu. Hier werden fast ausschließlich gut lagerfähige Rotweine aus Pinot noir mit Anteilen von Pinot gris und Pinot Liébault hergestellt. Zu etwa zehn Prozent wird auch Weißwein aus der Chardonnay-Traube mit Anteilen von Pinot blanc gekeltert. Die Appellation verfügt über etwa 30 Premiers Crus (Clos du Roi, Champs Martin, Clos l'évêque, Clos des Montaigu…).

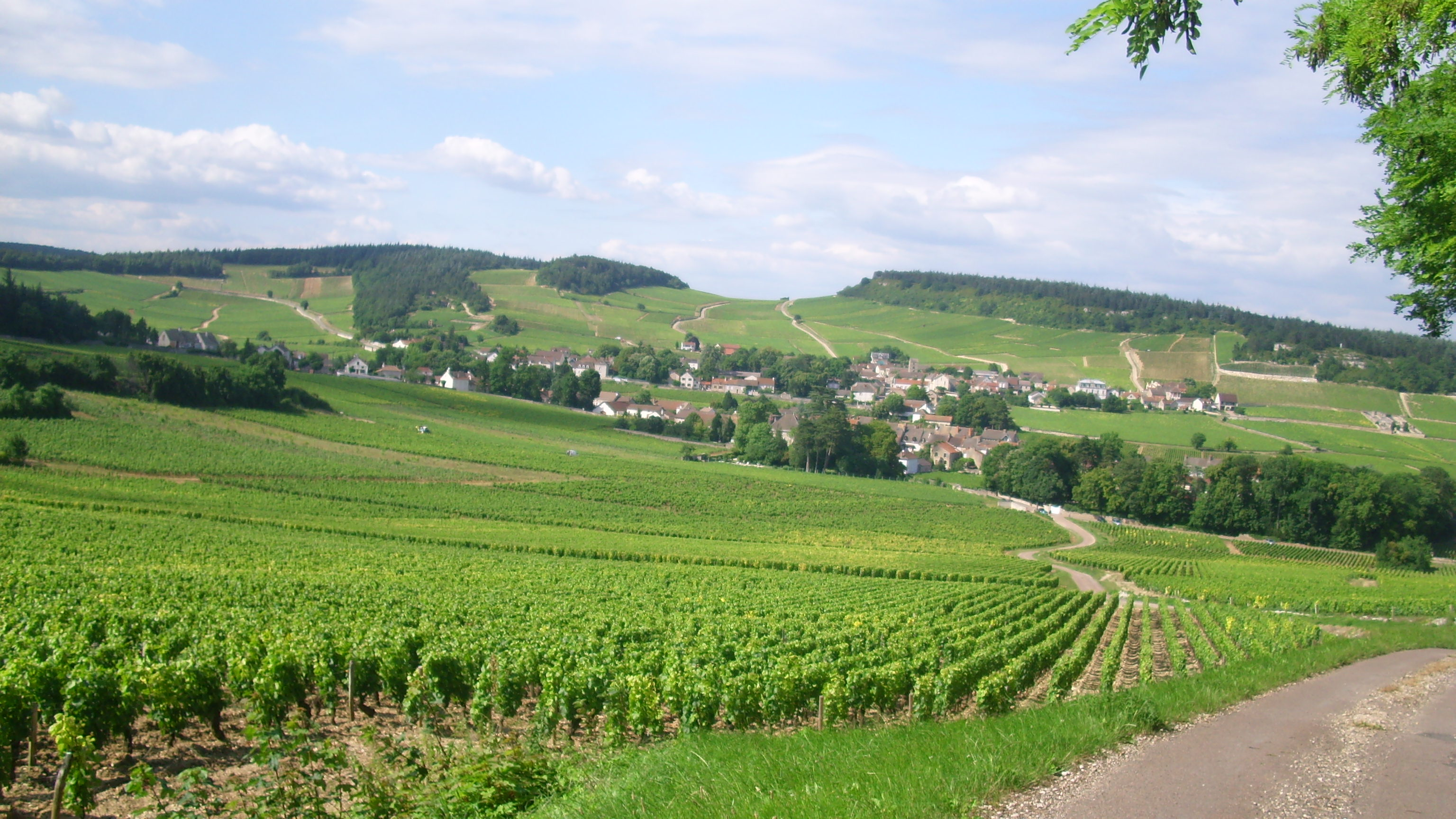
Weinberg in Mercurey
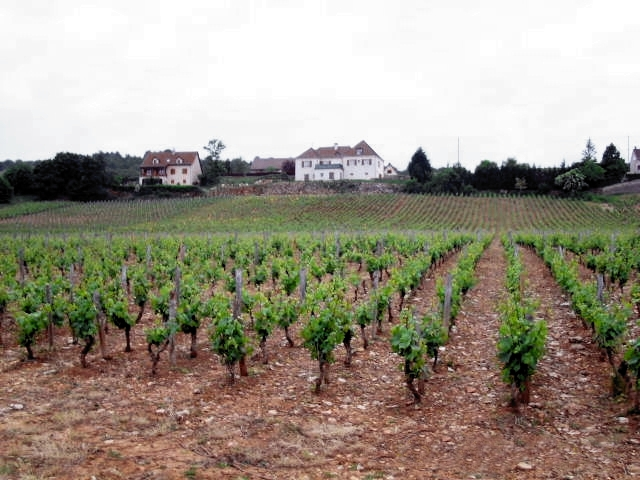
Blick auf die Lage La Chassière

## Sehenswürdigkeiten
- Mehrere Waschhäuser aus dem 19. Jahrhundert
- Ein mit Wappen verzierter Grenzstein aus dem 17. Jahrhundert, seit 1922 als Monument historique klassifiziert
- Kirche Notre-Dame de l’Assomption aus dem 13. und 16. Jahrhundert, seit 1913 als Monument historique klassifiziert mit zahlreichen Einrichtungsgegenständen, die wiederum als Monument historique der beweglichen Güter klassifiziert sind
- Kirche Saint-Symphorien de Touches aus dem 12. Jahrhundert, seit 1941 als Monument historique eingeschrieben
- Reste der Römerstraße aus dem dritten Jahrhundert, seit 1935 als Monument historique klassifiziert
- Burgruine Montaigu aus dem 10. Jahrhundert
- Schloss Chamirey aus dem 12. bis 17. Jahrhundert
- Schloss Etroyes aus dem 15. bis 19. Jahrhundert

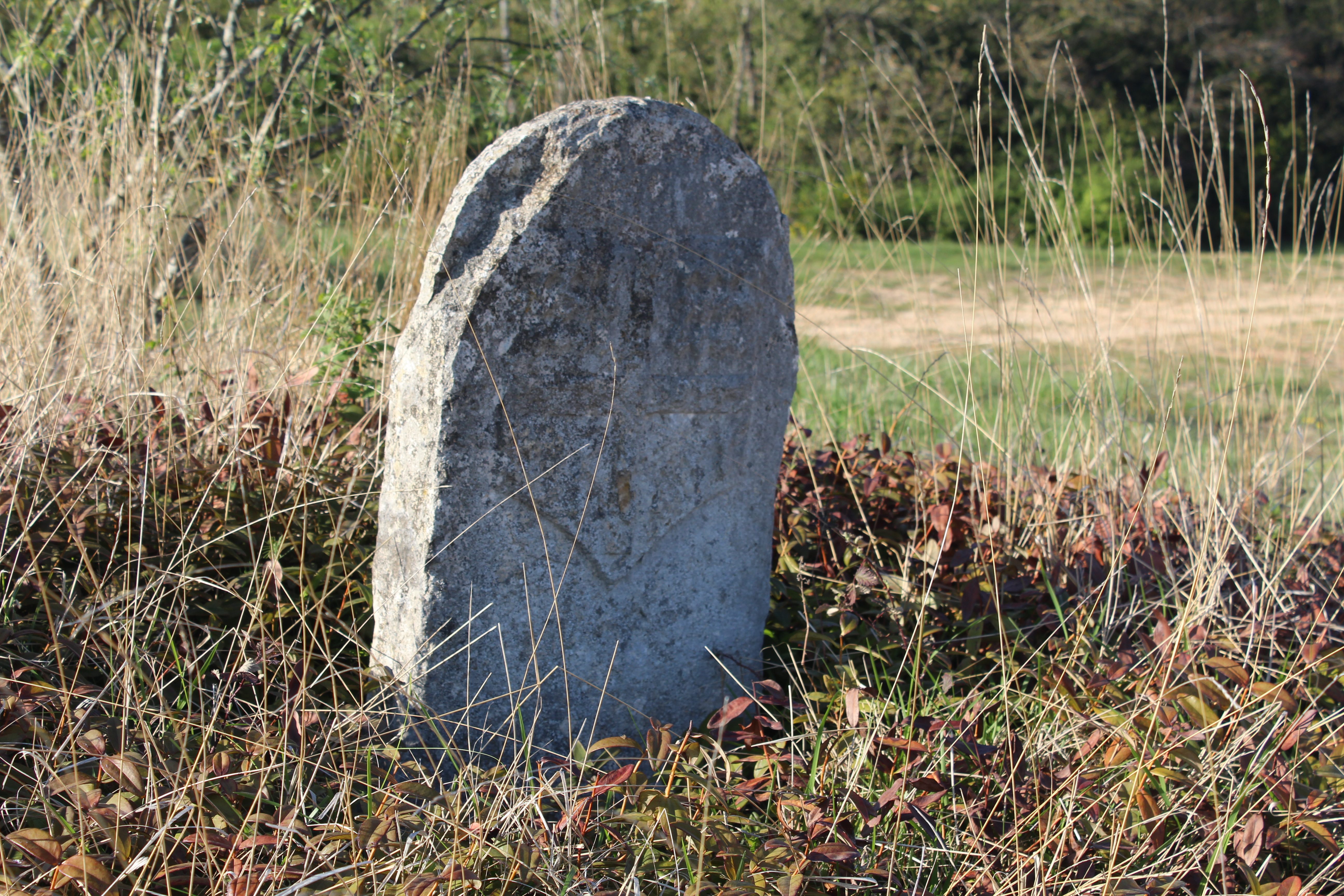
Grenzstein
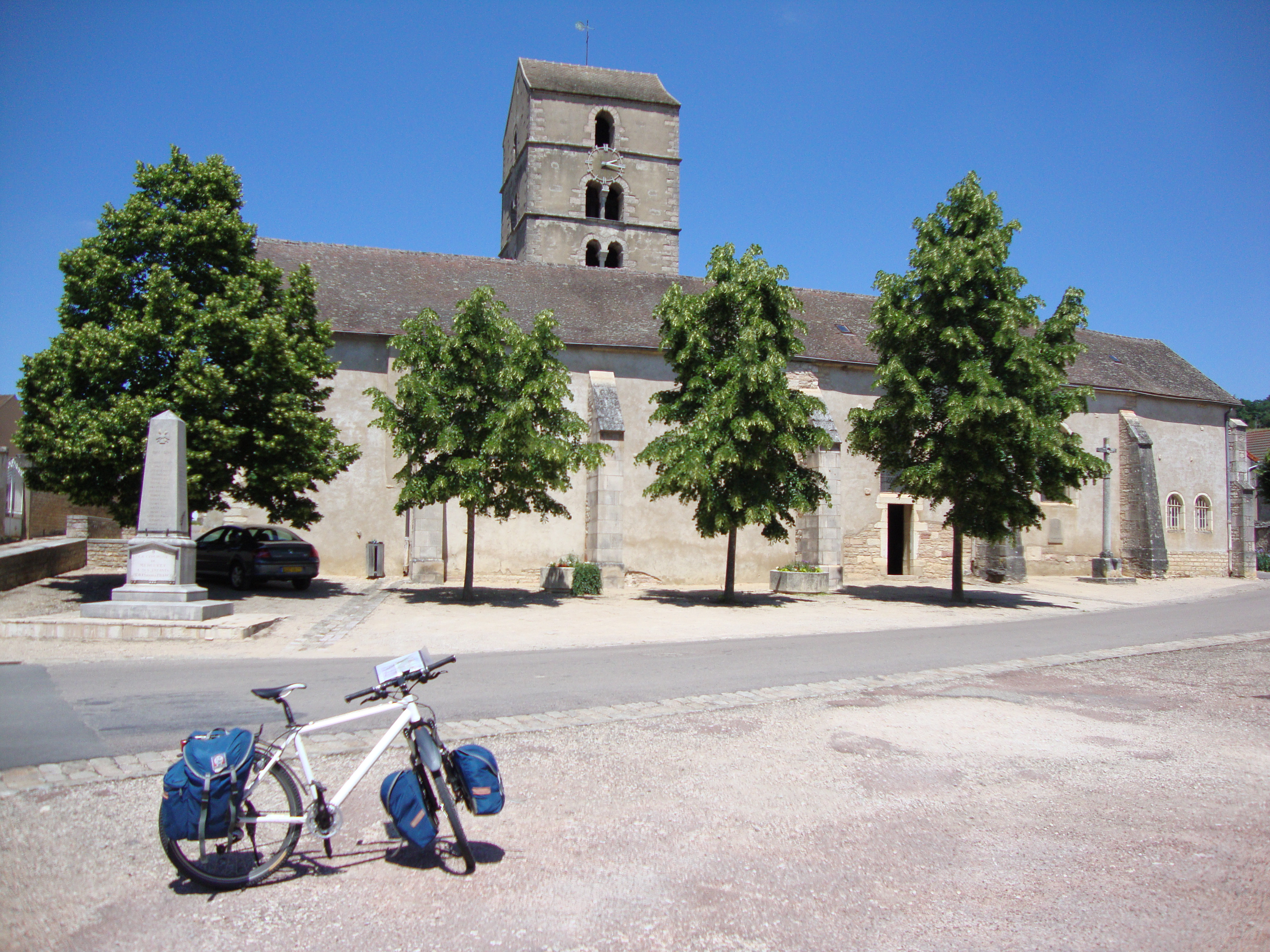
Kirche Notre-Dame de l’Assomption
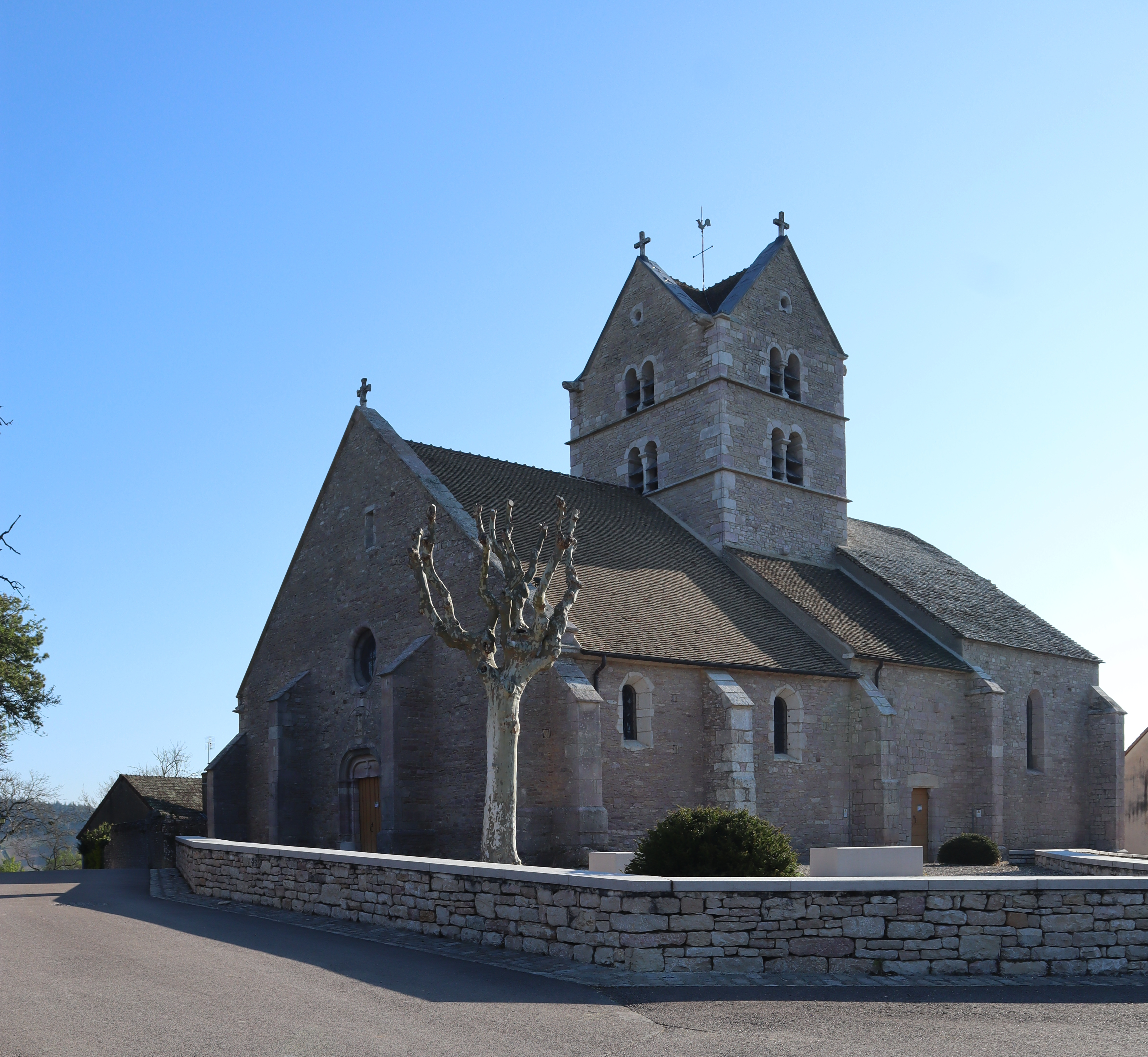
Kirche Saint-Symphorien de Touches
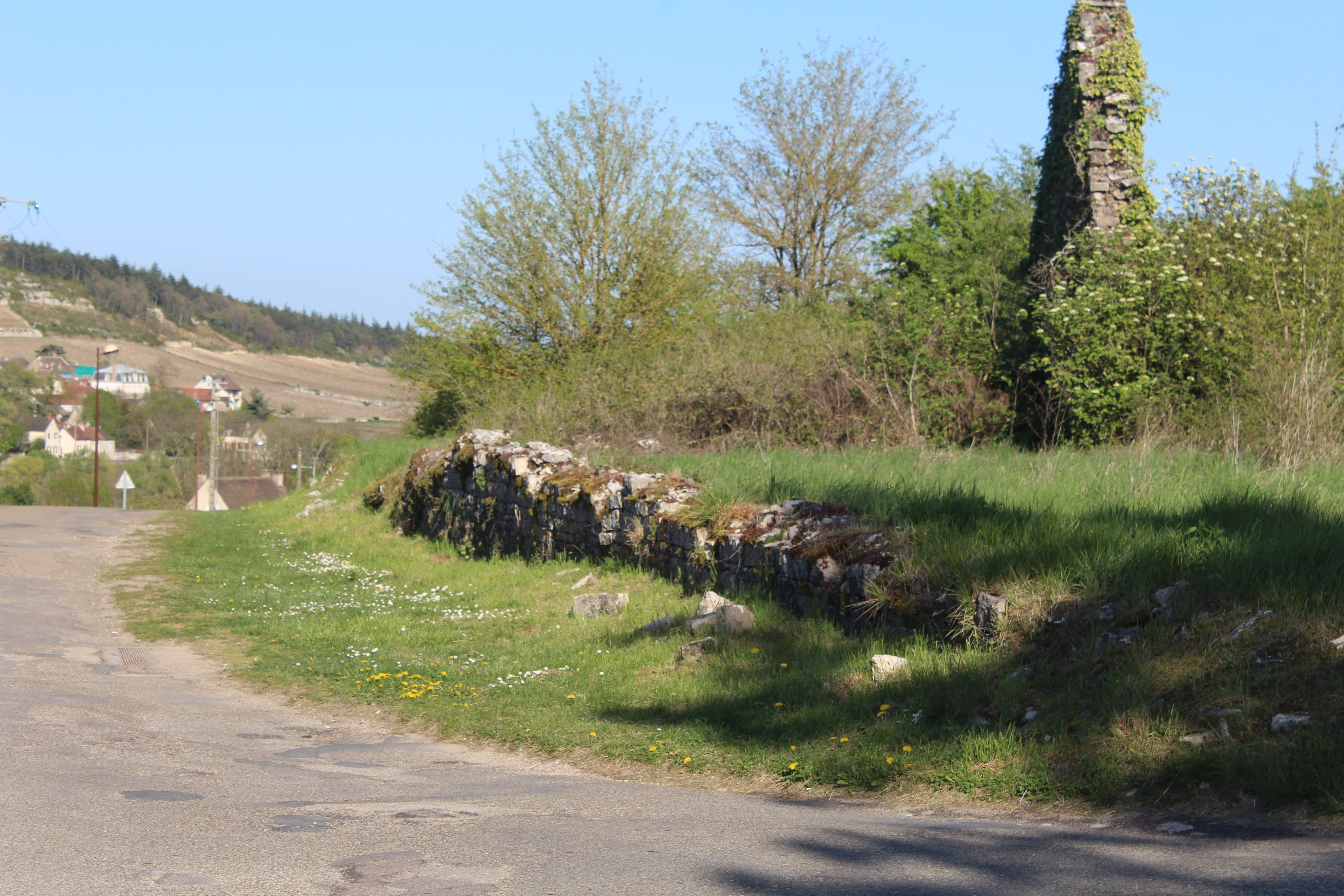
Reste der Römerstraße
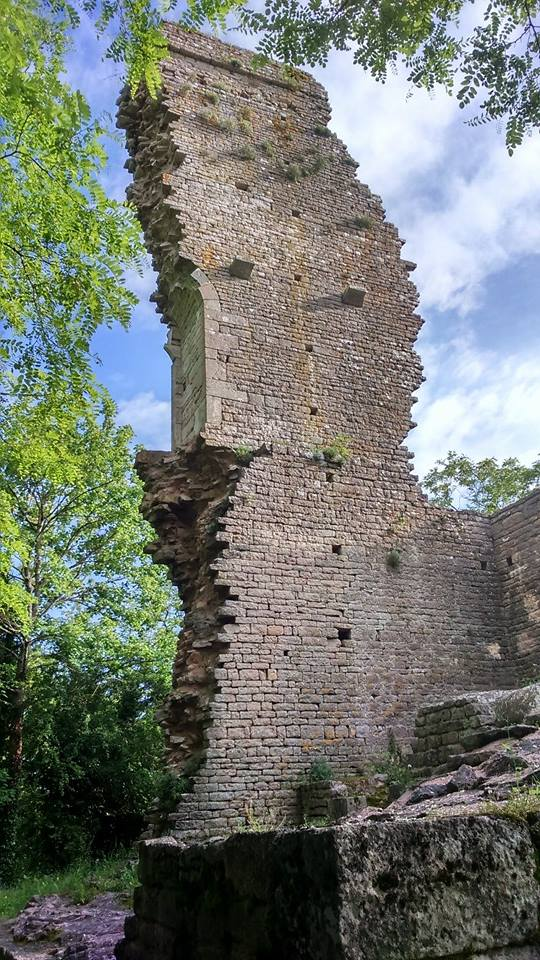
Burgruine Montaigu

## Gemeindepartnerschaften
Mercurey ist mit der Gemeinde Genappe in Wallonien (Belgien) verschwistert. Mit Sizzano im Piemont (Italien) besteht ein Freundschaftsvertrag.